# Britney (альбом)
Britney — третий студийный альбом американской певицы Бритни Спирс. Выпущен 31 октября 2001 года на лейбле Jive Records. После выпуска альбомов …Baby One More Time (1999) и Oops!… I Did It Again (2000) в стиле тин-поп, Спирс решила создать альбом с более зрелым звучанием. Britney выдержан в жанрах поп-музыки и данс-попа с элементами R&B. В некоторых треках содержатся элементы диско, хип-хопа и рока. В песнях затрагиваются темы взросления и сексуальности. Над альбомом работали различные продюсеры, среди которых Макс Мартин и Рами Якуб. Соавтором пяти песен с пластинки выступила сама певица.
Альбом Britney получил в основном смешанные отзывы от музыкальных критиков, которые высоко оценили прогрессивное, по сравнению с предыдущими альбомами звучание, но раскритиковали певицу за всё более вызывающий образ. Альбом дебютировал на первой строчке американского чарта Billboard 200 с продажами 745 000 экземпляров в первую неделю после релиза, что сделало Спирс первой исполнительницей, чьи первые три альбома дебютировали на первом месте чарта. Позже этот рекорд побила она же со своим четвёртым альбомом In the Zone (2003). В рамках промоушена альбома, Спирс отправилась в Dream Within a Dream Tour, который начался в ноябре 2001 года и продолжился до июля 2002-го. Britney получил номинацию на премию «Грэмми» в категории «Лучший вокальный поп-альбом».
С пластинки было выпущено шесть синглов. Ведущий сингл «I'm a Slave 4 U» попал в первую десятку чартов нескольких стран. В США он достиг 27-й позиции. «Overprotected» и «I'm Not a Girl, Not Yet a Woman», выпущенные в качестве второго и третьего синглов соответственно также попали в первую десятку нескольких стран. «I’m Not a Girl, Not Yet a Woman» и «Boys» не попали в американские чарты, однако позже закрепились в первой десятке хит-парадов других стран, и были менее успешны по сравнению с предыдущими синглами.

## Предпосылка
«Это первый альбом, в котором я приняла серьёзное участие как автор песен, поэтому он особо любим мною и даже как-то воспринимается по-другому. Может, я и не лучший писатель в мире, но мне было прикольно прикоснуться к нечто новому. Надеюсь, со временем этому занятию я научусь лучше».
В мае 2000 Спирс выпустила второй альбом Oops!… I Did It Again. Певица сотрудничала с такими продюсерами, как Родни Джеркинс, Дэвид Крюгер и Макс Мартин. После релиза Oops!… I Did It Again имел международный успех и достиг первой строки в американском хит-параде Billboard 200. Главный сингл с альбома «Oops!... I Did It Again» стал одним из самых продаваемых синглов всех времен.
Во время записи третьего альбома Спирс хотела «зацепить более взрослое поколение», добавив, что ей «пришлось перейти на более высокую ступень». Бритни выбрала одноимённое название альбома потому, что большая его часть автобиографична. Певица записала двадцать три трека для релиза, некоторые из них — в соавторстве с Брайаном Кьерульфом и Джошом Шварцом. Она добавила, что её личное участие в написании большинства композиций сделало новый проект «особенным». Намерение «стать лучше и вырасти», проявить себя в качестве автора песен, двигало ею при создании альбома.
Она сотрудничала с различными авторами, включая Макса Мартина и Джастина Тимберлейка, её тогдашнего возлюбленного и жениха. Бритни прокомментировала, что изначально чувствовала «неловкость» и «нервозность» в работе с Тимберлейком, однако потом привыкла к процессу.. Спирс также работала с хип-хоп продюсерами Родни Джеркинсом и The Neptunes, которые сделали запись более «непристойной и фанковой». Вдобавок она записала песни с Мисси Эллиотт и Тимбалэндом. Эти песни не были выпущены в связи с плотно забитым графиком и несовместимостью с планом записи.

## Музыкальный стиль

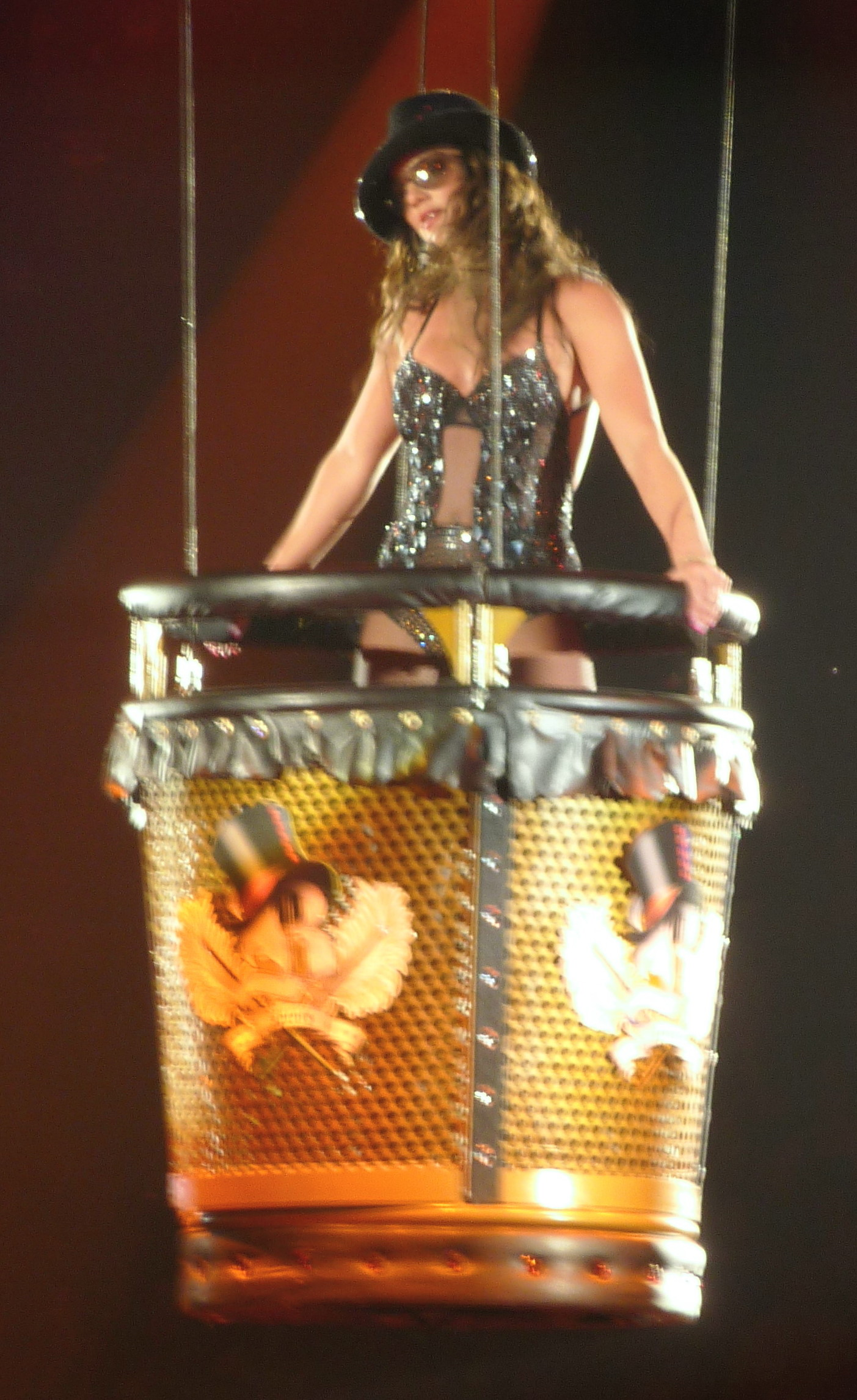
Спирс исполняет «I'm a Slave 4 U» во время её Circus Tour в 2009 г.

В Britney вошли песни в стиле поп-музыки с элементами данс-попа и R&B. Альбом начинается с ведущего сингла «I'm a Slave 4 U», урбанистической композицией со средневосточным музыкальным оттенком, вместе с которым знаменитый вокал с придыханием воспринимается особенно возбуждающе -, песню сравнили с «Nasty Girl» группы Vanity 6. Спирс так прокомментировала слова песни: "в ней поётся о том, как иногда просто хочется выйти в свет, забыть, кто ты есть, и классно провести время. «Overprotected», песня в евро-поп стиле, рассказывает о девушке, уставшей находиться под чьим-то влиянием, которая не хочет чрезмерного контроля и защиты. Лирически «Lonely», рассматривавшийся как «молодёжная версия Джанет „What About?“», рисует перед слушателем образ девушки, которая уходит от мучительных любовных отношений после обмана и корыстного использования. Пианинная баллада в стиле софт-рок «I'm Not a Girl, Not Yet a Woman», написанная в соавторстве с английской песенницей-исполнительницей Дайдо, Максом Мартином и Рами подробно описывает эмоциональное напряжение девушки в период взросления, задевает все струны юной девственной души. «Boys», объединяющая R&B и хип-хоп, была раскритикована Дэвидом Брауни из Entertainment Weekly как «дешевая копия Джанет Джексон 80-х годов», что, впрочем, не помешало ей стать одним из главных хитов альбома. Диско-трек «Anticipating» повествует о дружбе и товариществе между женщинами и напоминает Мадонновскую Holiday или известные работы Кайли.
Кавер-версия Бритни Спирс легендарной песни «I Love Rock 'n' Roll», которая в своё время сделала известной Joan Jett and the Blackhearts, привносит поп-рок стиль в оригинальное хард-рок произведение. «Cinderella» — песня о девушке, которая оставила своего парня после того, как он не оценил её старания в отношениях. «Let Me Be» представляет просьбу певицы о том, чтобы ей доверяли как взрослой и давали выражать своё мнение. «Bombastic Love» рассказывает о романе «прямо как в кино», а предпоследний трек «That’s Where You Take Me», пёстрая смесь средневосточных мелодий, электронных ритмов и басов, повествует о радости, которую лирическая героиня испытывает от отношений. В некоторых изданиях «When I Found You» является предпоследним треком, в треке Бритни рассказывает, что она нашла свою «сильнейшую любовь» в друге, который является полным отражением её во всех вопросах. Альбом закрывает «What It’s Like to Be Me», который был написан в соавторстве и сопродюсерстве с тогдашним парнем певицы Джастином Тимберлейком; Спирс поет, что мужчина, прежде чем «быть её», должен «её постичь».

## Синглы
«I’m a Slave 4 U» был выпущен главным синглом с альбома 24 сентября 2001. Клип на него, снятый Френсисом Лоуренсом, получил номинации на три награды на Церемонии MTV VMA 2002. Песня достигла пика на двадцать седьмой строке в US Billboard Hot 100, а также дебютировала на четвёртой строке в UK Singles Chart. «Overprotected» был вторым международным синглом с альбома и третьим синглом в США. Его «Darkchild Remix» достиг пика на восемьдесят шестой строке в Hot 100, в то время, как оригинальная версия достигла четвёртой строки в Великобритании. Песня была номинирована в категории «Лучшее Поп Вокальное Исполнение» на 45-й церемонии «Грэмми». Два клипа на песню, один на оригинальную версию, а второй — на Darkchild Remix, получили большое признание.
«I’m Not a Girl, Not Yet a Woman» был выпущен в качестве главной темы фильма Перекрёстки, где Бритни сыграла одну из главных ролей, и второго сингла с Britney в США. Песня достигла второй позиции в чарте Bubbling Under Hot 100 Singles и двадцать шестую позицию в Hot 100. На международной арене его встретил больший успех — сингл достиг пика на второй строке в Великобритании. Кавер-версия Спирс на «I Love Rock 'n' Roll» была выпущена четвёртым европейским синглом, вследствие чего песня не попала в чарты США, но достигла тринадцатой строки в UK Singles Chart. «Anticipating» был выпущен четвёртым синглом эксклюзивно во Франции; он достиг тридцать восьмой строки в French Singles Chart. «Boys» был пятым синглом с Britney и добрался до двадцать второй позиции в чарте US Bubbling Under Hot 100 Singles, а также до седьмой строчки в Великобритании.

## Продвижение

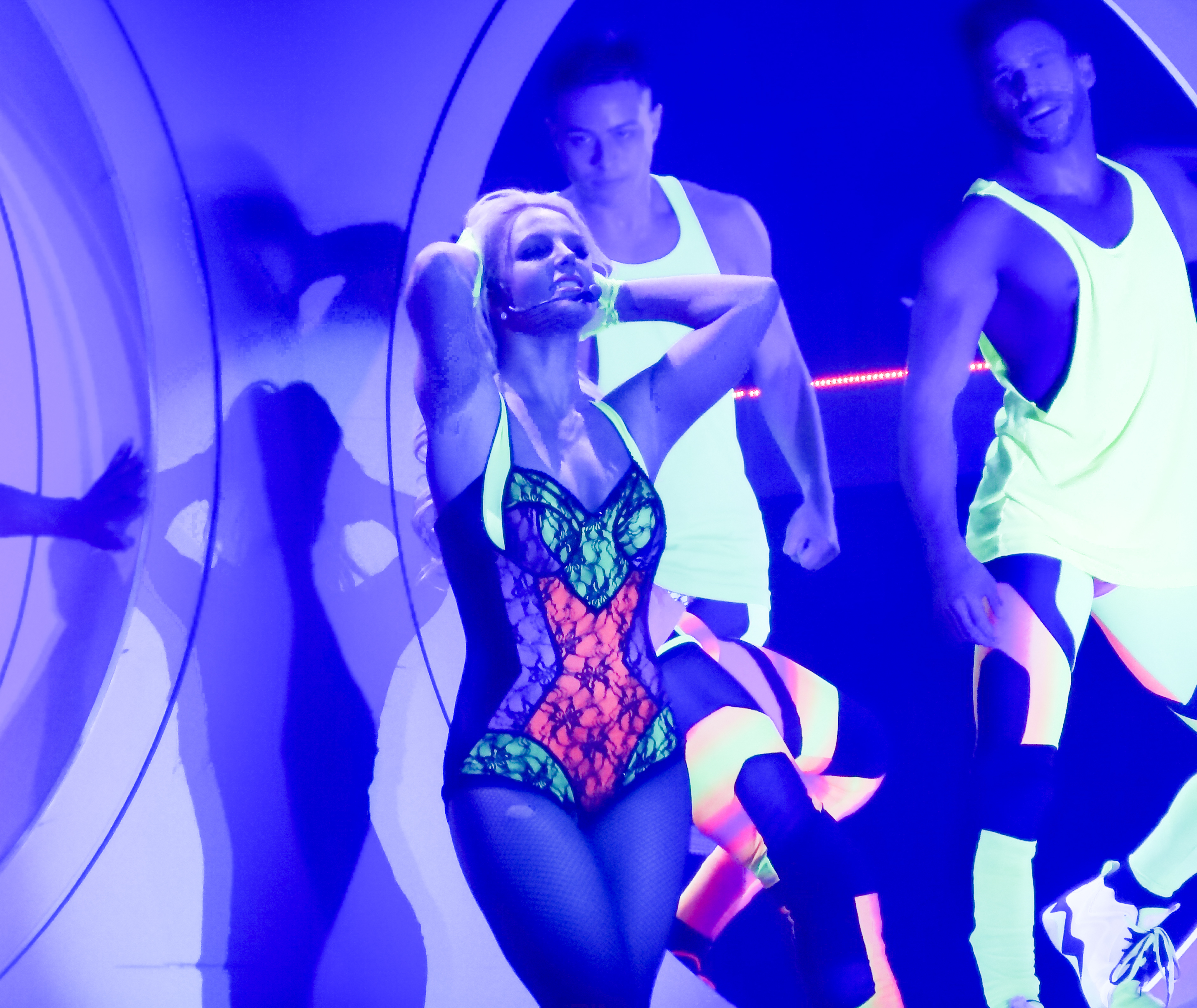
Спирс исполняет «Boys» во время её местного шоу Britney: Piece of Me, 2014.

28 января 2001 Спирс выступила на Суперкубке XXXV. Сразу после этого она появилась на Total Request Live, чтобы впервые представить новый материал с Britney. 6 сентября Спирс впервые представила «I'm a Slave 4 U» на MTV Video Music Awards; исполнение было подвергнуто критике со стороны организации «Люди за этичное обращение с животными» (PETA) за задействование в номере экзотических животных, в частности, жёлтого бирманского питона, которого певица водрузила на плечи. Это выступление стало одним из самых запоминающихся за всю карьеру Бритни, в августе 2008 года MTV Network назвал его самым запоминающимся моментом в истории VMA. Четыре дня спустя Спирс исполнила «I’m a Slave 4 U» на The Rosie O’Donnell Show. Она должна была выступить и провести пресс-конференцию в Австралии 13 сентября, но отменила мероприятие в свете событий, случившихся за два дня до запланированной даты, 11 сентября, сказав, что проведение конференции будет неуместно. В следующем месяце Спирс выступила на The Tonight Show with Jay Leno, а в ноябре провела свой первый HBO концерт специально на MGM Grand Garden Arena; Шер должна была присоединиться к шоу на песне «The Beat Goes On», кавер-версию версию которой Спирс записала для своего дебютного альбома, тем не менее Шер не смогла этого сделать из-за плотного графика.
В декабре Спирс выступила в 2001 г. на Billboard Music Awards в Лас-Вегасе. В январе следующего года она спела «I’m Not a Girl, Not Yet a Woman» на 2002 American Music Awards. Позже в том же месяце Спирс дала интервью на The Frank Skinner Show в Великобритании и The Saturday Show в Австралии. Crossroads вышел в феврале 2002 г., позволив Спирс использовать премьеру для продвижения альбома. 2 февраля она была и ведущей, и исполнительницей на Saturday Night Live, неделю спустя спела «I’m Not a Girl, Not Yet a Woman» на Матче всех звёзд НБА и The Tonight Show with Jay Leno. Спирс также появилась на Live with Regis & Kelly, The View и 44-й церемонии «Грэмми» в США, а также Wetten, dass..? в Германии.
В ноябре 2001 Спирс поехала в тур Dream Within a Dream Tour в Колумбусе;, он закончился в июне 2002 в Далласе. Видео, выпущенное под названием Britney: The Videos, вышло 20 ноября 2001 г. на Jive Records. Став доступным менее, чем через три недели после релиза Britney, The Videos достиг пика на первой строке в американском чарте Top Music Videos 8 декабря 2001 с весьма хорошими продажами, так как в него вошли подбор ранних клипов Бритни, видеоматериал, снятый за сценой, реклама и самые выдающиеся выступления вживую.

## Отзывы критиков
| Совокупная оценка    | Совокупная оценка |
| Источник             | Оценка            |
| -------------------- | ----------------- |
| Metacritic           | 58/100            |
| Оценки критиков      |                   |
| Источник             | Оценка            |
| The A.V. Club        | (неодобрительно)  |
| AllMusic             | [ 1 ]             |
| Billboard            | (одобрительно)    |
| Dotmusic             | 6/10              |
| Entertainment Weekly | C                 |
| NME                  | [ 59 ]            |
| PopMatters           | (смешанный)       |
| Rolling Stone        | [ 60 ]            |
| Slant Magazine       | [ 11 ]            |
| Spin                 | (смешанный)       |

На Metacritic, у которого рейтинг рассчитывается по 100-балльной шкале, Britney получил средний счёт 58, что означает «смешанные или средние обзоры». Дэвид Брауни из Entertainment Weekly нашёл чрезвычайно провокационный имидж Спирс слишком наигранным, отметив образ «девственной соблазнительницы в щекотливом пубертатном периоде» и «некоторую неуверенность новых шагов». Ники Трантон из PopMatters похвалил песни, но задался вопросом, готова ли Спирс закрепить свой статус взрослой женщины в музыкальной индустрии. Сэл Синкемани из Slant Magazine согласился, написав, что хотя «„Britney“ раскрывает порочные желания его творца (диск определённо вырос по сравнению с последним Oops!…I Did It Again), пришло время для Спирс перестать быть такой динамщицей и состряпать что-то, что удовлетворит вечно меняющуюся моду».
Стивен Томас Эрльюин из AllMusic дал позитивный обзор: «Альбом направлен на усиление личности молодой певицы в современной музыке и доказывает нам, что она знает, как чудо тин-попа 1999—2001 гг. может поменяться навсегда, перевоплотиться в роковую соблазнительницу». Обозреватель из Billboard посчитал, что «альбом довольно разнообразен». Крис Хит из Dotmusic похвалил Бритни за «большой риск и добавление долгожданной дерзости в звучание песен». Тед Кесслер из NME оценил третью студийную запись Бритни как «совершеннолетний альбом» и добавил, что он «лучше всех из современной музыки задаёт классный танцевальный ритм». Стивен Томас из The A.V. Club, напротив, подверг резкой критике альбом, так выразив мнение о качестве материала: «[не] привлекательно» и «будучи ни девочкой, ни женщиной, Спирс вызывает у самой себя злость на взросление».

## Коммерческий успех
Britney дебютировал на первой строке в US Billboard 200 с продажами на первой неделе 745,000 копий. При этом Спирс стала первой женщиной, у которой первые три студийных альбома дебютировали на верхушке чарта. Её второй альбом с самым высоким дебютом по продажам в 2001 г. был на второй строке после Celebrity группы 'N Sync с 1.88 миллионами копий, и тем не менее, остается самым высоким дебютом по продажам среди артисток. После колебаний в пределах топ-20 в чарте на последующих неделях Britney был распродан 3.3 миллионами копий к 2002 г.
Britney дебютировал на верхушке Canadian Albums Chart с продажами на первой неделе 44,550 копий. Позже он был распродан 316,944 копиями в стране, значительно меньшим количеством, чем ...Baby One More Time и Oops!… I Did It Again. Альбом достиг пика на четвёртой строке и в Japanese Oricon Albums Chart, и в UK Albums Chart. Позднее, он был сертифицирован платиновым за продажи 300,000 копий. Что касается Европы, Britney дебютировал на первой строке в Германии, Австрии, и Швейцарии. В 2002 г он был сертифицирован дважды платиновым по данным International Federation of the Phonographic Industry за продажу двух миллионов копий по всей Европе. Альбом также достиг пика на четвёртой строке в Австралии, и был сертифицирован дважды платиновым там же.

## Список композиций
| №                   | Название                          | Автор(ы)                                             | Продюсер(ы)                   | Длительность |
| ------------------- | --------------------------------- | ---------------------------------------------------- | ----------------------------- | ------------ |
| 1.                  | «I'm a Slave 4 U»                 | Чад Хьюго Фаррелл Уильямс                            | The Neptunes                  | 3:23         |
| 2.                  | «Overprotected»                   | Макс Мартин Рами                                     | Мартин Рами                   | 3:18         |
| 3.                  | «Lonely»                          | Бритни Спирс Джош Шварц Брайан Киралф Родни Джеркинс | Джеркинс Киралф [a] Шварц [a] | 3:19         |
| 4.                  | «I'm Not a Girl, Not Yet a Woman» | Мартин Рами Dido                                     | Мартин Рами                   | 3:51         |
| 5.                  | «Boys»                            | Хьюго Уильямс                                        | The Neptunes                  | 3:26         |
| 6.                  | «Anticipating»                    | Спирс Шварц Киралф                                   | Киралф Шварц                  | 3:16         |
| 7.                  | «I Love Rock 'n' Roll»            | Джейк Хукер Алан Меррилл                             | Джеркинс                      | 3:06         |
| 8.                  | «Cinderella»                      | Мартин Рами Спирс                                    | Мартин Рами                   | 3:39         |
| 9.                  | «Let Me Be»                       | Спирс Шварц Киралф                                   | Джеркинс Киралф [a] Шварц [a] | 2:51         |
| 10.                 | «Bombastic Love»                  | Мартин Рами                                          | Мартин Рами                   | 3:05         |
| 11.                 | «That's Where You Take Me»        | Спирс Шварц Киралф                                   | Киралф Шварц                  | 3:32         |
| 12.                 | «What It's Like to Be Me»         | Джастин Тимберлейк Уэйд Дж. Робсон                   | Робсон Тимберлейк             | 2:50         |
| Общая длительность: | Общая длительность:               | Общая длительность:                                  | Общая длительность:           | 39:36        |

| №                   | Название                  | Автор(ы)                 | Продюсер(ы)         | Длительность |
| ------------------- | ------------------------- | ------------------------ | ------------------- | ------------ |
| 12.                 | «When I Found You»        | Jörgen Элофссон Dan Хилл | Peter Kvint         | 3:36         |
| 13.                 | «What It's Like to Be Me» | Тимберлейк Робсон        | Робсон Тимберлейк   | 2:50         |
| Общая длительность: | Общая длительность:       | Общая длительность:      | Общая длительность: | 43:12        |

| №                   | Название                  | Автор(ы)                         | Продюсер(ы)         | Длительность |
| ------------------- | ------------------------- | -------------------------------- | ------------------- | ------------ |
| 12.                 | «When I Found You»        | Элофссон Хилл                    | Kvint               | 3:36         |
| 13.                 | «Before the Goodbye»      | Спирс Брайан Трэнсо Шварц Киралф | BT                  | 3:50         |
| 14.                 | «What It's Like to Be Me» | Тимберлейк Робсон                | Робсон Тимберлейк   | 2:50         |
| Общая длительность: | Общая длительность:       | Общая длительность:              | Общая длительность: | 47:02        |

| №                   | Название                  | Автор(ы)            | Продюсер(ы)         | Длительность |
| ------------------- | ------------------------- | ------------------- | ------------------- | ------------ |
| 12.                 | «When I Found You»        | Элофссон Хилл       | Kvint               | 3:36         |
| 13.                 | «I Run Away»              | Шварц Киралф        | Киралф Шварц        | 4:04         |
| 14.                 | «What It's Like to Be Me» | Тимберлейк Робсон   | Робсон Тимберлейк   | 2:50         |
| Общая длительность: | Общая длительность:       | Общая длительность: | Общая длительность: | 47:16        |

| №                   | Название                  | Автор(ы)                    | Продюсер(ы)         | Длительность |
| ------------------- | ------------------------- | --------------------------- | ------------------- | ------------ |
| 12.                 | «When I Found You»        | Элофссон Хилл               | Kvint               | 3:36         |
| 13.                 | «I Run Away»              | Шварц Киралф                | Киралф Шварц        | 4:04         |
| 14.                 | «What It's Like to Be Me» | Тимберлейк Робсон           | Робсон Тимберлейк   | 2:50         |
| 15.                 | «Before the Goodbye»      | Спирс Transeau Шварц Киралф | BT                  | 3:50         |
| Общая длительность: | Общая длительность:       | Общая длительность:         | Общая длительность: | 51:06        |

| №                   | Название                                        | Автор(ы)                  | Продюсер(ы)         | Длительность |
| ------------------- | ----------------------------------------------- | ------------------------- | ------------------- | ------------ |
| 12.                 | «When I Found You»                              | Элофссон Хилл             | Kvint               | 3:36         |
| 13.                 | «Before the Goodbye»                            | Спирс Трэнсо Шварц Киралф | BT                  | 3:50         |
| 14.                 | «What It's Like to Be Me»                       | Тимберлейк Робсон         | Робсон Тимберлейк   | 2:50         |
| 15.                 | «Overprotected» (Darkchild Remix Radio Edit)    | Мартин Рами               | Мартин Рами         | 3:06         |
| 16.                 | «I'm Not a Girl, Not Yet a Woman» (Metro Remix) | Мартин Рами Dido          | Мартин Рами         | 5:25         |
| 17.                 | «I'm a Slave 4 U» (Thunderpuss Radio Mix)       | Хьюго Уильямс             | The Neptunes        | 3:18         |
| Общая длительность: | Общая длительность:                             | Общая длительность:       | Общая длительность: | 58:51        |

| №   | Название                                          | Длительность |
| --- | ------------------------------------------------- | ------------ |
| 1.  | «Britney Talks Part I»                            | 1:26         |
| 2.  | «I'm a Slave 4 U»                                 | 3:22         |
| 3.  | «Britney Talks Part 2»                            | 1:52         |
| 4.  | «Lights, Camera, Action – Overprotected»          | 4:16         |
| 5.  | «Britney Talks Part 3»                            | 3:14         |
| 6.  | «I'm Not a Girl, Not Yet a Woman»                 | 3:20         |
| 7.  | «Britney Talks Part 4»                            | 1:14         |
| 8.  | «Overprotected» (Darkchild Remix)                 | 3:34         |
| 9.  | «Britney Talks Part 5»                            | 0:55         |
| 10. | «Making of Pepsi – Right Now (Taste the Victory)» | 2:47         |
| 11. | «Britney Talks Part 6»                            | 1:40         |

| №  | Название                                                         | Длительность |
| -- | ---------------------------------------------------------------- | ------------ |
| 1. | «I'm Not a Girl, Not Yet a Woman» (Album Version)                | 3:51         |
| 2. | «I'm Not a Girl, Not Yet a Woman» (Spanish Fly Remix Radio Edit) | 3:28         |
| 3. | «I'm Not a Girl, Not Yet a Woman» (Chocolate Puma Dub)           | 7:34         |
| 4. | «I Run Away» (Album Version)                                     | 4:04         |
| 5. | «Overprotected» (music video)                                    | 3:32         |
| 6. | «Crossroads US Movie Trailer»                                    | 1:07         |

| №                   | Название                                                                   | Длительность |
| ------------------- | -------------------------------------------------------------------------- | ------------ |
| 1.                  | «I'm a Slave 4 U»                                                          |              |
| 2.                  | «Don't Let Me Be the Last to Know»                                         |              |
| 3.                  | «I'm a Slave 4 U» (from The 2001 MTV Video Music Awards)                   |              |
| 4.                  | «Joy of Pepsi»                                                             |              |
| 5.                  | «Strikes a Pose»                                                           |              |
| 6.                  | «I'm Not a Girl, Not Yet a Woman»                                          |              |
| 7.                  | «Overprotected»                                                            |              |
| 8.                  | «Britney Spears Live From Las Vegas»                                       |              |
| 9.                  | «The Making of Crossroads / Bombastic Love / Greatest Day / Overprotected» |              |
| Общая длительность: | Общая длительность:                                                        | 30:00        |

Примечания
- ↑  означает вокального продюсера

## Над альбомом работали
| - Макс Мартин — продюсер, звукооператор, микширование, гитара, бэк-вокал - Родни Джеркинс — продюсер - The Neptunes — продюсер - Рами Якуб — продюсер, звукооператор, микширование - Уэйд Робсон — продюсер - Джастин Тимберлейк — продюсер, вокальная аранжировка, бэк-вокал - Эндрю Коулман — звукооператор - Брайан Гартен — звукооператор - Брэд Гильдерман — звукооператор - Пабло Мунгиа — звукооператор - Майкл Такер — звукооператор - Yasu — звукооператор - Хайме Дункан — помощник звукооператора - Ричард Г. Джонсон — помощник звукооператора - Марк Стивен Ли — помощник звукооператора - Чарльз МакКрори — помощник звукооператора - Даниэль Милаццо — помощник звукооператора - Тим Робертс — помощник звукооператора - Райан Смит — помощник звукооператора - Рич Таппер — помощник звукооператора - Джилл Тенган — помощник звукооператора - Том Койн — мастеринг | - Стивен Джордж — микширование - Сербан Гинеа — микширование - Жан-Мари Хорвата — микширование - Джеймс Биондолилло — струнные - Марк Суоццо — струнные - Бритни Спирс — вокал, бэк-вокал - Сью Энн Карвелл — бэк-вокал - Тайлер Коллинз — бэк-вокал - Альберт Холл — бэк-вокал - Дэмион Холл — бэк-вокал - Нана Хедин — бэк-вокал - Дженнифер Карр — бэк-вокал - Максэйн Моригучи — бэк-вокал - Джефф Пескетто — бэк-вокал - Джейсон Шефф — бэк-вокал - Крис Томпсон — бэк-вокал - Жанет Олссон — бэк-вокал - Чад Хьюго — приглашённый музыкант - Фаррелл — приглашённый музыкант - Томас Линдберг — бас - Esbjörn Öhrwall — гитара - Найл Роджерс — гитара - Стивен Кляйн — фотограф |

## Чарты
| Чарт (2001—2002)                             | Высшая позиция |
| -------------------------------------------- | -------------- |
| Argentine Albums (CAPIF)                     | 5              |
| Австралия (ARIA)                             | 4              |
| Австрия (Ö3 Austria)                         | 1              |
| Бельгия/Фландрия (Ultratop)                  | 2              |
| Бельгия/Валлония (Ultratop)                  | 3              |
| Brazilian Albums (Hits Rio de Janeiro)       | 6              |
| Brazilian Albums (Hits São Paulo)            | 3              |
| Канада (Canadian Albums Chart)               | 1              |
| Дания (Hitlisten)                            | 8              |
| Нидерланды (Album Top 100)                   | 11             |
| European Top 100 Albums (Music & Media)      | 2              |
| Финляндия (Suomen virallinen lista)          | 19             |
| Франция (SNEP)                               | 2              |
| Германия (Offizielle Top 100)                | 1              |
| Греция (IFPI)                                | 2              |
| Венгрия (MAHASZ)                             | 5              |
| Icelandic Albums (Tónlist)                   | 6              |
| Ирландия (IRMA)                              | 3              |
| Israeli Albums (IFPI)                        | 1              |
| Италия (Classifica album)                    | 10             |
| Япония (Oricon)                              | 4              |
| Malaysian Albums (RIM)                       | 2              |
| Новая Зеландия (RMNZ)                        | 17             |
| Норвегия (VG-lista)                          | 5              |
| Polish Albums (ZPAV)                         | 3              |
| Portuguese Albums (AFP)                      | 7              |
| Шотландия (Scottish Albums Chart)            | 4              |
| South African Albums (RiSA)                  | 7              |
| South Korean International Albums (MIAK)     | 1              |
| Spanish Albums (PROMUSICAE)                  | 3              |
| Швеция (Sverigetopplistan)                   | 6              |
| Швейцария (Schweizer Hitparade)              | 1              |
| Uruguayan Albums (CUD)                       | 4              |
| Великобритания (UK Albums Chart)             | 4              |
| Великобритания (UK Independent Albums Chart) | 1              |
| США (Billboard 200)                          | 1              |

| Чарт (2002)                                                      | Высшая позиция |
| ---------------------------------------------------------------- | -------------- |
| South Korean International Albums (MIAK) Special limited edition | 3              |

| Чарт (2001)                              | Позиция |
| ---------------------------------------- | ------- |
| Australian Albums (ARIA)                 | 76      |
| Austrian Albums (Ö3 Austria)             | 75      |
| Belgian Albums (Ultratop Flanders)       | 97      |
| Belgian Albums (Ultratop Wallonia)       | 85      |
| Canadian Albums (Nielsen SoundScan)      | 29      |
| European Top 100 Albums (Music & Media)  | 90      |
| French Albums (SNEP)                     | 51      |
| German Albums (Offizielle Top 100)       | 85      |
| Global Albums (Billboard)                | 5       |
| South Korean International Albums (MIAK) | 8       |
| Swedish Albums (Sverigetopplistan)       | 28      |
| Swiss Albums (Schweizer Hitparade)       | 48      |
| UK Albums (OCC)                          | 105     |
| US Billboard 200                         | 118     |

| Чарт (2002)                                                      | Позиция |
| ---------------------------------------------------------------- | ------- |
| Australian Albums (ARIA)                                         | 34      |
| Austrian Albums (Ö3 Austria)                                     | 21      |
| Belgian Albums (Ultratop Flanders)                               | 36      |
| Belgian Albums (Ultratop Wallonia)                               | 46      |
| Canadian Albums (Nielsen SoundScan)                              | 47      |
| Danish Albums (Hitlisten)                                        | 97      |
| Dutch Albums (Album Top 100)                                     | 89      |
| European Top 100 Albums (Music & Media)                          | 22      |
| French Albums (SNEP)                                             | 46      |
| German Albums (Offizielle Top 100)                               | 49      |
| South Korean International Albums (MIAK)                         | 7       |
| South Korean International Albums (MIAK) Special limited edition | 16      |
| Swedish Albums (Sverigetopplistan)                               | 80      |
| Swiss Albums (Schweizer Hitparade)                               | 49      |
| UK Albums (OCC)                                                  | 79      |
| US Billboard 200                                                 | 8       |

| Чарт (2000—2009) | Позиция |
| ---------------- | ------- |
| US Billboard 200 | 64      |

## Сертификации
| Регион | Сертификация  | Продажи    |
| --- | ------------- | ---------- |
| Аргентина (CAPIF) | Платиновый    | 40 000^    |
| Австралия (ARIA) | 2× Платиновый | 140 000^   |
| Австрия (IFPI Austria)                                                                                                   | Платиновый    | 40 000*    |
| Бельгия (BEA) | Платиновый    | 50 000*    |
| Бразилия (ABPD) | Золотой       | 150,000    |
| Канада (Music Canada) | 3× Платиновый | 316,944    |
| Дания (IFPI Danmark) | Платиновый    | 50 000^    |
| Финляндия (Musiikkituottajat)                                                                                            | Золотой       | 16,551     |
| Франция (SNEP) | Платиновый    | 300 000*   |
| Германия (BVMI) | Платиновый    | 300 000^   |
| Венгрия (Mahasz) | Золотой       |            |
| Япония (RIAJ) | Платиновый    | 200 000^   |
| Мексика (AMPROFON) | Платиновый    | 250,000    |
| Нидерланды (NVPI) | Золотой       | 40 000^    |
| Новая Зеландия (RMNZ) | Золотой       | 7500^      |
| ЮАР (RISA) | Платиновый    | 50 000*    |
| Республика Корея | —             | 274,993    |
| Испания (PROMUSICAE) | Платиновый    | 250,000    |
| Швеция (GLF) | Золотой       | 40 000^    |
| Швейцария (IFPI Switzerland)                                                                                             | 2× Платиновый | 80 000^    |
| Великобритания (BPI) | Платиновый    | 477,000    |
| США (RIAA) | 4× Платиновый | 4,988,000  |
| Итого |               |            |
| Европа (IFPI) | 2× Платиновый | 2 000 000* |
| Мир | —             | 10,000,000 |
| * Данные о продажах приведены только на основе сертификации. ^ Данные о тиражах приведены только на основе сертификации. |               |            |

1. ↑   В Южной Корее, по данным Корейской ассоциации индустрии музыкального контента, за последние два месяца 2001 года было продано 119 139 копий альбома[123], а в течение 2002 года - ещё 83 765 копий[161]. Лимитированное издание альбома было продано в количестве 62 101 экземпляра в 2002 году и 9 988 экземпляров в первой половине 2003 года[162], в результате чего общее количество продаж составило 274 993 экземпляра.
2. ↑  По данным Nielsen SoundScan на июль 2016 г., в США Бритни продала 4 400 000 копий альбома[169], ещё 588 000 копий было продано в BMG Music Club[170]. Nielsen SoundScan не учитывает копии, проданные через клубы типа BMG Music Service, которые были очень популярны в 1990-е[171].

## История релиза
| Страна    | Дата            | Лейбл |
| --------- | --------------- | ----- |
| Япония    | 31 октября 2001 | Sony  |
| Австралия | 5 ноября 2001   | Sony  |
| Австрия   | 5 ноября 2001   | Sony  |
| Германия  | 5 ноября 2001   | Sony  |
| Швейцария | 5 ноября 2001   | Sony  |
| Канада    | 6 ноября 2001   | Sony  |
| США       | 6 ноября 2001   | Jive  |